# NGC 498
NGC 498 is een lensvormig sterrenstelsel in het sterrenbeeld Vissen. Het hemelobject ligt 256 miljoen lichtjaar van de Aarde verwijderd en werd op 23 oktober 1856 ontdekt door de Ierse astronoom William Parsons.

## Synoniemen
- PGC 5059
- MCG 5-4-37
- NPM1G +33.0043